# Philip Leder
Philip Leder (19 novembre 1934 - 2 février 2020) est un généticien américain.

## Jeunesse et éducation
Leder est né à Washington, DC et étudie à l'Université Harvard, où il obtient son diplôme en 1956. En 1960, il est diplômé de la Harvard Medical School et termine ses études médicales à l'Université du Minnesota.

## Réalisations scientifiques
Leder est un scientifique reconnu de l'ère de la génétique moléculaire moderne, ayant apporté plusieurs contributions au cours de chaque décennie, des années 1960 aux années 1990. Il est peut-être mieux connu pour ses premiers travaux avec Marshall Warren Nirenberg dans l'élucidation du code génétique et l'expérience Nirenberg et Leder. Depuis cette expérience historique, il a apporté plusieurs contributions importantes dans les domaines de la génétique moléculaire, de l'immunologie et des bases génétiques du cancer. Son groupe est le premier à définir la séquence de base d'un gène complet de mammifère (le gène de la bétaglobine) qui lui permet de déterminer en détail son organisation, notamment ses signaux de contrôle associés. Ses recherches sur la structure des gènes qui portent le code des molécules d'anticorps ont une importance pionnière. L'objectif principal de cette enquête est la question de savoir comment l'énorme diversité des molécules d'anticorps est formée par un nombre limité de gènes codés. Les travaux de Leder sur les gènes d'anticorps sont ensuite étendus à la recherche sur le lymphome de Burkitt, une tumeur de cellules productrices d'anticorps, qui implique l'oncogène c-myc. C'est crucial pour comprendre l'origine de ce type de tumeur. En 1988, Leder et Timothy Stewart obtiennent le premier brevet sur un animal génétiquement modifié. Cet animal, une souris à qui on a injecté des gènes dans son embryon pour augmenter sa susceptibilité d'avoir un cancer, est connue sous le nom d'« oncosouris » et est utilisée dans l'étude en laboratoire de la thérapie anticancéreuse.

## Carrière
En 1968, Leder dirige le département de biochimie du programme d'études supérieures de la Fondation pour l'enseignement supérieur en sciences à l'Institut national de la santé. En 1972, il est nommé directeur du Laboratoire de génétique moléculaire de la même institution et reste à ce poste jusqu'en 1980, date à laquelle il retourne à la Harvard Medical School en tant que fondateur du nouveau département de génétique, occupant la chaire John Emory Andrus. Il prend sa retraite de ce poste en 2008 et est décédé des complications de la Maladie de Parkinson le 2 février 2020 .
Leder reçoit diverses distinctions et est membre de l'Académie nationale des sciences, de l'Académie américaine des arts et des sciences et de l'Institute of Medicine. Il reçoit le Golden Plate Award de l'American Academy of Achievement (1981) , le Prix Albert-Lasker (1987), la National Medal of Science (1991), le Prix Harvey et le Prix Heineken décerné par l'Académie royale néerlandaise des arts et des sciences. En novembre 2015, il reçoit un doctorat honorifique de la Faculté de médecine de l'Université de Bâle pour l'ensemble de ses réalisations.